# Puguk
Puguk is een bestuurslaag in het regentschap Seluma van de provincie Bengkulu, Indonesië. Puguk telt 1514 inwoners (volkstelling 2010).